# Arraial d'Ajuda

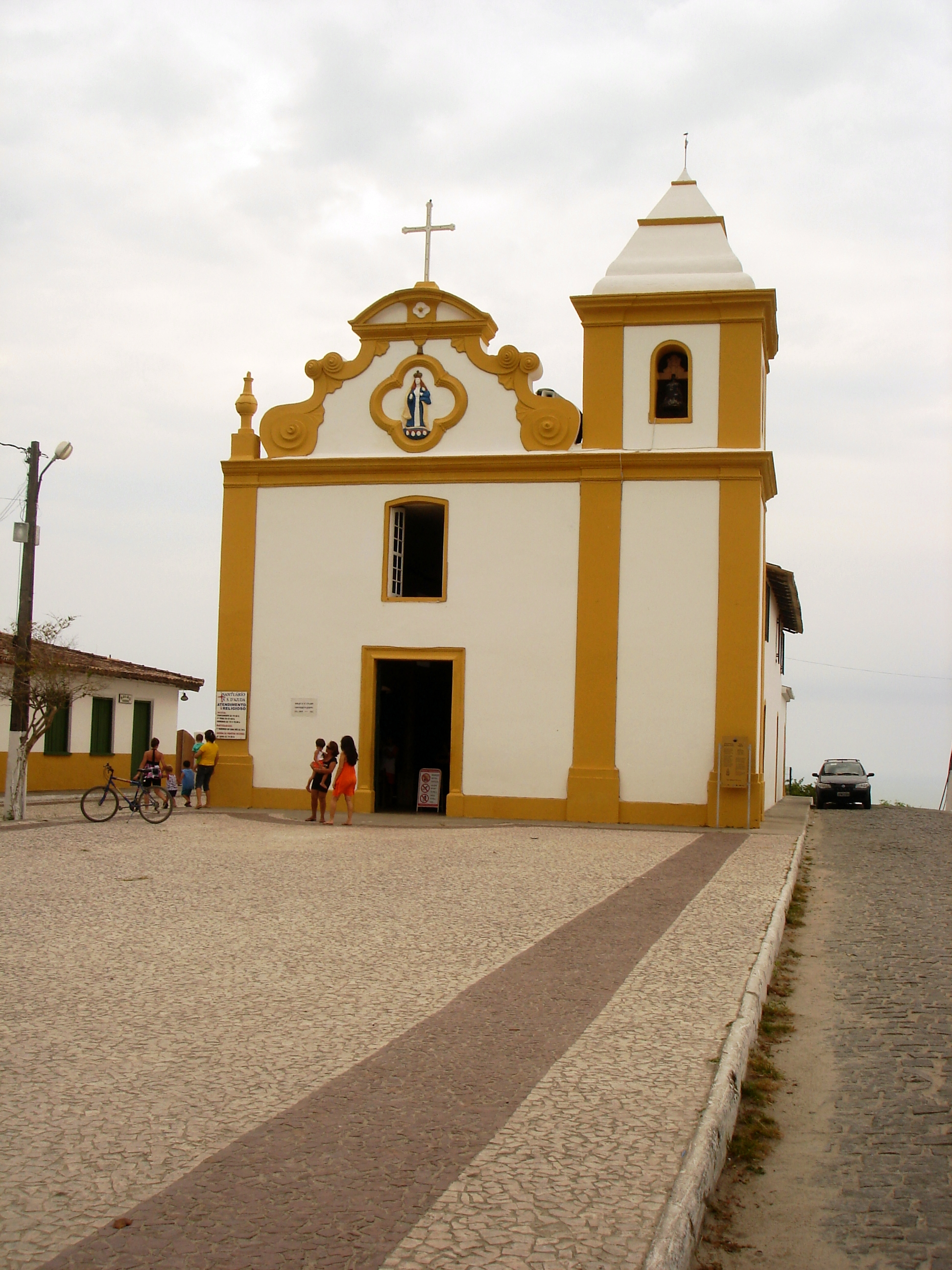
Kerk

Arraial d'Ajuda is een deelgemeente van Porto Seguro, gelegen in het zuidelijke deel van de staat Bahia. Dit kleine stadje is omgeven door het Atlantische regenwoud en ligt op de top van indrukwekkende kleurrijke kliffen.

## Geschiedenis
De naam Arraial d'Ajuda werd in 1549 aan de stad gegeven ter ere van Tome de Souza, een Portugese ontdekkingsreiziger die in Porto Seguro arriveerde met zijn drie schepen Conceição, Salvador en Ajuda in zoektocht naar een veilige haven.
De kerk van "Nossa Senhora da Ajuda" werd in 1549 door Jezuïeten gebouwd ter ere van een verschijning van de “Nossa Senhora d'Ajuda” die volgens een van de talrijke legendes een waterbron zou gecreëerd hebben juist onder de kerk. Gedurende de jaren werden vele kleurrijke huisjes gebouwd rondom de kerk en die tot vandaag toe bewaard zijn gebleven en door lokale bewoners omgevormd zijn tot winkeltjes waar ze hun typische ambachten en kunstwerken verkopen.
De talrijke wonderen en de bekendheid van de kerk van Arraial d'Ajuda trokken vele nieuwsgierige bezoekers en pelgrims, dit was de allereerste vorm van toerisme naar de stad.

## Bevolking
Ongeveer 18.000, maar in de zomer stijgt dit aantal aanzienlijk. Arraial d'Ajuda is een populaire trekpleister voor Braziliaanse en buitenlandse toeristen.

## Bezienswaardigheden
- De “Heilige bron”. De lokale legende vertelt dat als je hier een douche neemt, je op een dag zal terugkeren naar Arraial d'Ajuda.
- Zie de volle maan opkomen vanuit de zee.
- De historisch kerk gebouwd in 1549 .
- Het indianen reservaat juist buiten de stad.

## Stranden
In Arraial d’Ajuda heeft men de keuze tussen 8 stranden. Bijna 20 kilometer strand met elk hun typische kenmerken en schoonheden. Naar het noorden toe de rustige stranden waar vooral families met kinderen verblijven. Naar het centrum toe liggen de hippe stranden waar de jongeren zich verzamelen in de talrijke beachbars. Naar het zuiden vindt men de half verlaten stranden, perfect voor lange wandelingen in het zand.
Stranden:
- Praia Apaga Fogo
- Praia Araçaipe
- Praia d'Ajuda (of pescadores of dos nativos)
- Praia Mucugê
- Praia do parracho
- Praia pitinga
- Praia do Taipe
- Praia Rio Da Barra

## Klimaat
Het klimaat in Arraial d'Ajuda is subtropisch en heel vochtig, min. 22,7° Celsius en max. temperaturen van 39,6° Celsius. De maanden met de meeste regen zijn maart, april, oktober en november.

## Vervoer
Men kan de talrijke minibusje nemen die vertrekken vanaf het pleintje naast de kerk. Deze busjes rijden dag en nacht en worden veel gebruikt door de talrijke toeristen en lokale bewoners. Een andere optie is de lokale bus die naar de stranden van het noorden rijden.